# تپه گوگرد
تپه گوگرد مربوط به دوران‌های تاریخی پس از اسلام است و در شهرستان ثلاث باباجانی، بخش مرکزی، روستای دشت حر واقع شده و این اثر در تاریخ ۴ خرداد ۱۳۸۴ با شمارهٔ ثبت ۱۱۷۹۲ به‌عنوان یکی از آثار ملی ایران به ثبت رسیده است.